# 早霸王
《早霸王》（英語：Good Morning King）是香港商業電台叱咤903的電台節目。主持人為《架勢堂》原班人馬－森美及小儀。節目監製及節目配樂為金志堅（阿金）。2009年4月27日正式首播，其後，逢星期一至五上午10時至中午12時於商業二台播出。節目初期加入三位Operator參與，包括李澄（西瓜）、朱穗傑（傑傑）及王英偉（阿蕉）。

## 節目／人事變動
1. 2013年中旬，阿蕉升職到《一八七二遊花園》；
2. 2018年2月28日，西瓜離開商台；
3. 2018年3月，傑傑離開本節目調往《口水多過浪花》；
4. 2018年3月，兩名新Programme Assistant加入，包括黃正宜（孟呢正）及李萬璣（阿璣）；
5. 2018年5月14日，孔慶慇加入擔任主持人；
6. 2018年10月26日，李萬璣（阿璣）離開商台；
7. 2019年7月8日，阿正離開本節目，監製亦改由王英偉（阿蕉）擔任；
8. 2023年3月6日，孔慶慇離開本節目；
9. 2023年3月7日，梁嘉琪加入擔任主持人。
10. 2023年5月1日及2日，因應《早霸王》3位主持請病假關係未能主持節目[2]，期間上午10時至11時改為由歪歪主持《那天我走上了歪路》，而《叱咤樂壇》節目時間加長至3小時，並提早一小時於上午11時開始播出。
11. 2024年7月26日，聽眾於討論區發佈貼文，聲稱根據商台宣傳聲帶，推測《早霸王》將會在8月5日起由全新節目取代，其後商業電台於7月29日宣傳65周年台慶廣播劇《微涼之夏》[3]，間接澄清並無此事。
12. 2024年8月5日至30日，因應上午10時至10時半播出台慶廣播劇《微涼之夏》，《早霸王》節目時間縮短至1.5小時，並順延半小時於上午10時半開始播出。

## 外部連結
- 早霸王的Facebook專頁
- 節目重溫版面 （页面存档备份，存于）（重溫需付費）
- my903.com forum 節目版面
- 「識貨之人」環節視像重溫 （页面存档备份，存于）

| 香港商業電台 叱咤903商業二台節目 |                                                              |                     |
| 前一節目： 在晴朗的一天出發      | 叱咤903商業節目 逢星期一至五上午10時至12時 2009年4月27日至今 | 下一節目： 叱咤樂壇 |